# Kožino
Kožino (italsky Caproli) je vesnice a přímořské letovisko v Chorvatsku v Zadarské župě, spadající pod opčinu města Zadar. Nachází se asi 5 km severozápadně od Zadaru. V roce 2011 žilo ve vesnici trvale 815 obyvatel, během letní sezóny se tento počet ale výrazně zvyšuje. Samotné centrum vesnice nemá přístup k moři, u moře leží část Kožino Primorje.
Kožinem prochází silnice D306. Sousedními sídly jsou vesnice Petrčane a město Zadar.